# Klas Gustafson

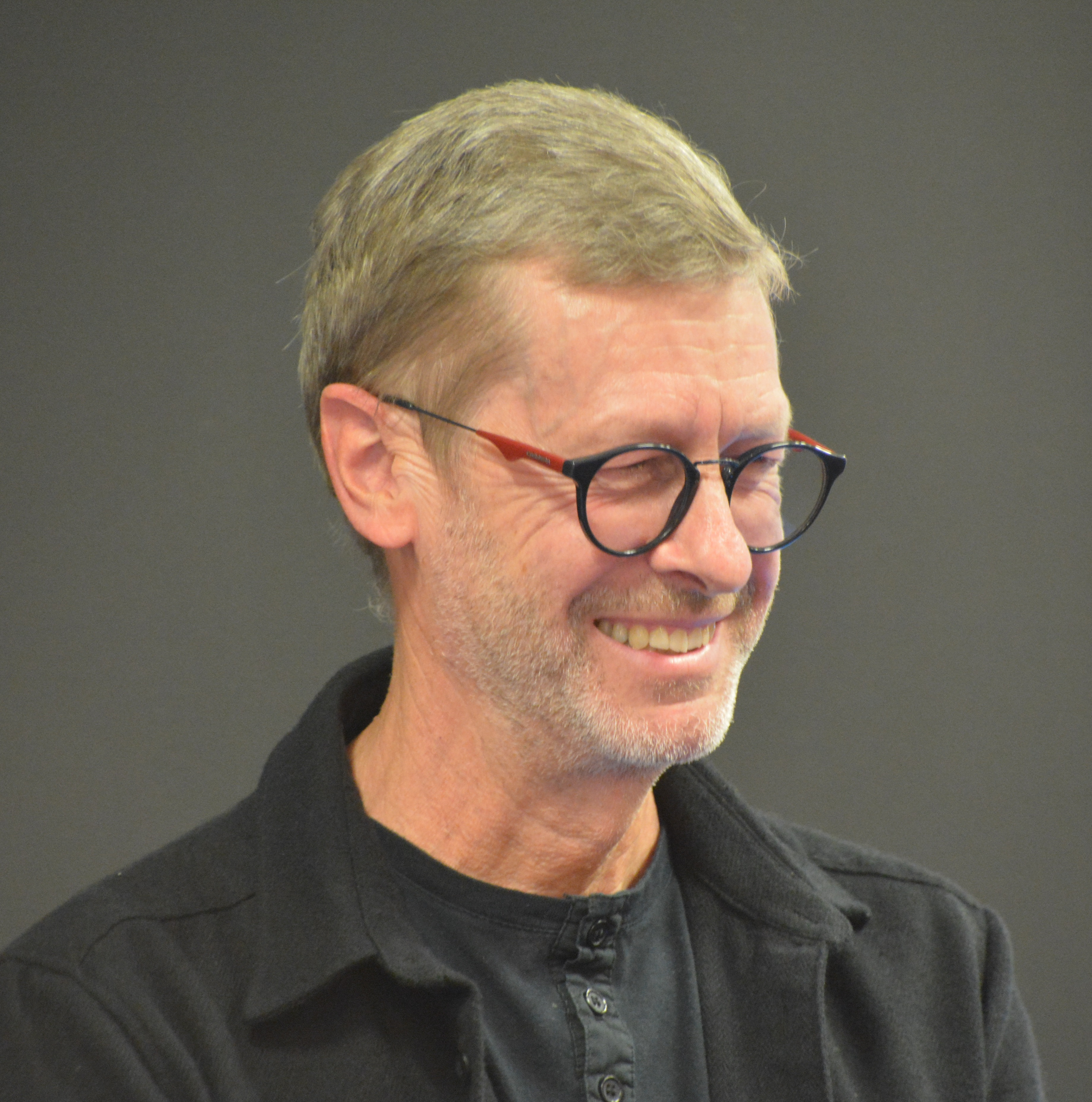
Klas Gustafson i september 2015.

Klas Gustafson, född 28 mars 1950, är en svensk journalist, musikskribent och författare. 
Han började som frilansjournalist inom musik och annan kultur, och övergick till att skriva biografier över svenskar inom samma område. Han har själv valt vem han skulle skildra, utom i fallet med Gunilla Bergström där han fick ett uppdrag.
År 2010 fick han Stims skriftställarstipendium.